# Royal Blackheath Golf Club
De Royal Blackheath Golf Club is mogelijk de oudste golfclub ter wereld.

## Geschiedenis
Na het overlijden van koningin Elizabeth I van Engeland in 1603 verhuisde koning Jacobus I van Schotland naar Londen, waar hij in het Koninklijk Paleis in Greenwich ging wonen en verder ook als koning Jacobus I van Engeland door het leven ging. Met hem verhuisden een vijftigtal edelen en hun bedienden naar het zuiden en zo kwam ook de golfsport naar Engeland. De Prins van Wales, Henry Frederick, was de zoon van James I en van hem is bekend dat hij al in 1606 met enkele Schotse edelen golf speelde.
Op de hoger gelegen landerijen van Blackheath, achter het paleis, werd grond gevonden die voor de golf geschikt was. De Schotten richtten een club op en als datum van oprichting wordt 1608 aangehouden, hoewel schriftelijke bewijzen ontbreken. Oorspronkelijk bestond de golfbaan uit vijf holes, bij wedstrijden werd de baan drie keer gespeeld. In 1844 werd de baan uitgebreid tot zeven holes. 
In 1923 ging de club samen met de nabijgelegen Eltham Golf Club en werd de locatie op Blackheath verlaten.  
In 2008 werd het 400-jarige bestaan van de club gevierd. Er werd hiertoe een toernooi gespeeld op de oorspronkelijke vijf holes van Blackheath.